# 川崎僚
川崎 僚（かわさき りょう、1986年11月17日 - ）は、日本の映画監督、脚本家。女性。大分県大分市出身。スターダストプロモーション関連のSTARDUST CREATORS所属。
本名は川崎 僚子。性別で作品が評価されないよう、「子」を取り除いて「僚」と名乗って活動している。

## 来歴・人物
大分県大分市で生まれ育ち、映画好きの父親の影響で映画館によく通っていた。小学生の頃、三谷幸喜監督映画『ラヂオの時間』のポスターに惹かれ、どうしても見たいと兄に頼み込んで連れていってもらったエピソードがある。
地元の高校を卒業後、早稲田大学第二文学部の表現芸術系専修に進学し、演劇や映像の理論を学ぶ。伊丹十三や三谷幸喜の影響で脚本家を目指して選んだ大学だったが、ミュージカルの学生サークルに入ったことで出演側に興味を持つようになり、卒業後は舞台役者を目指した。しかし、役者としてはなかなか芽が出ず、一度大分の実家に帰ることとなる。
改めて原点に立ち返って脚本家を志望し、東京のシナリオ・センターに通う。沖田修一が講師を務めた講座の中で、短編作品の制作に活路を見出す。川崎は沖田に対して感謝の念を持っており、後年、沖田と出会った際に「監督が私の人生を変えたんですよ」と伝えている。
プロットライターとして映画やドラマの企画開発に携わる傍らで、ニューシネマワークショップ（NCW）に通い、演出面から映画製作を学ぶ。2013年にNCWの実習作品として短編映画『夏目の女』を監督し、これが川崎の処女作となる。以降、『笑女クラブ』（2014年、小津安二郎記念蓼科高原映画祭・短編映画コンクール入賞）、『彼女のひまわり』（2017年）などといった短編映画を監督し、国内の映画祭に出品した。
2018年には川崎にとって初の長編映画である『wasted eggs』を監督。親から結婚を求められていた20代後半の自らの体験を元に制作した。第22回タリン・ブラックナイツ映画祭で日本映画唯一のコンペティション作品として選出されたり、レッジョ・エミリア アジア映画祭の正式招待作品として国外で上映されたりしたのち、日本芸術センター第11回映像グランプリのノミネート作品として国内でも上映された。
2019年、文化庁委託事業「ndjc:若手映画作家育成プロジェクト」に参加。短編映画『あなたみたいに、なりたくない。』を監督し、翌2020年2月より東京、大阪、名古屋にて自身初の劇場公開がなされた。
2020年12月には、前述の『笑女クラブ』などを含む短編4作品からなるオムニバス映画『SEASONS OF WOMAN』が劇場公開。短編4作品は、約6年の年月をかけて完成された。
『SEASONS OF WOMAN』までは自主映画であるが、2021年以降は商業映画に携わりたい旨を語っている。
2021年1月よりSTARDUST DIRECTORSに所属。
2021年4月には前述の初長編映画『wasted eggs』が『Eggs 選ばれたい私たち』にタイトルを改め、テアトル新宿で公開。2週間の上映最終日には内田英治との対談イベントも開催された。テアトル梅田、アップリンク京都、アップリンク渋谷でも上映されるなど、全国順次公開。

## 作品

### 短編映画
- 夏目の女（2013年）
- 笑女クラブ（2014年） - オムニバス『SEASONS OF WOMAN』の一篇
- AUTUMN OF WOMAN（2017年） - オムニバス『SEASONS OF WOMAN』の一篇
- 彼女のひまわり（2017年） - オムニバス『SEASONS OF WOMAN』の一篇
- あの海が泣いている（2019年）
- あなたみたいに、なりたくない。（2020年）
- 雪の女（2020年） - オムニバス『SEASONS OF WOMAN』の一篇

### 長編映画
- Eggs 選ばれたい私たち（2018年） 2021年4月テアトル新宿ほか全国順次公開

### テレビドラマ
- あなたはだんだん欲しくなる（2022年、BS-TBS） - 第7話監督、脚本協力
- 全ラ飯（2023年、カンテレ） - 第4・9・11話演出、第4・6・11話脚本
- みなと商事コインランドリー2（2023年、テレビ東京） - 第5・6話監督
- マイストロベリーフィルム（2024年2月16日 - 4月5日、毎日放送） - 監督・脚本[11]
- 25時、赤坂で（2024年4月 - 、テレビ東京） - 第3・4・5・6話監督
- 被写界深度（2025年8月 - フジテレビ）

### MV
- 小林未季「あお」（2018年）
- 大黒美和子「あかとき」（2019年）
- 城所葵「シリウス〜一番星〜」（2019年）
- スタメンKiDS「ダンスで覚える四文字熟語」（2020年）
- TEAM S from EBiDAN NEXT「Colorful Magic」（2023年）
- TEAM S from EBiDAN NEXT「ONE WAY ROAD」（2023年）

### インターネットテレビ
- おがせんせいのKDTV（2019年）演出

### オーディオドラマ
- クールな先輩とハツコイ模様（2021年、プリ小説）脚本
- イケMEN!~3分だけのキュン彼氏~（2021年、プリ小説）脚本
- アイドルのハウスキーパーになりました。（2021年、プリ小説）脚本
- 色のない世界で、君と（2021年、プリ小説）脚本
- 好きになるのはキミ限定（2022年、プリ小説）脚本
- 透明なフィルムの向こう側で息をする（2023年、プリ小説）脚本

## 参加作品
- エターナル・マリア（2015年、監督：阪本武仁） - 脚本協力
- 透明花火（2018年、監督：野本梢） - 助監督応援

## 著書
- 生罪〜名も呼ばれぬ妹へ〜（2018年、ブリジット出版） ※電子書籍